# ルヨ・アダモヴィチュ
ルヨ・アダモヴィチュ（Lujo Adamović、1864年7月31日 - 1935年7月19日）は現在のクロアチアのロヴィニ生まれの植物学者である。

## 略歴
当時、オーストリア＝ハンガリー帝国の領地であったロヴィニに生まれ、ドゥブロヴニクで育った。ウィーン大学でアントン・ヨーゼフ・ケルナーのもとで学び、ベルリン大学でアドルフ・エングラーのもとで学んだ。ザイェチャルや、ピロトなどセルビア王国の王立高校で教師を務め、1901年から1905年の間、ベオグラード植物園の園長を務めた。その後、ウィーンやイタリアでも働き、ウィーンでは植物地理学の講義を行った。ダルマチア、ヘルツェゴビナ、セルビア、モンテネグロの植物相について多くの著作を行った。
バルカン半島の植物の研究者としてはヨシフ・パンチッチ(Josif Pančić:1814-1888)の後をついで、貴重な研究者となった。植物地理学の分野でバルカン地方に特徴的な植生の形態である「Šibljak」などの用語を確立した。
エングラーとオスカル・ドルーデが編集した著作"Plantae balcanicae exsiccatae"のバルカン諸国の章を執筆した。

## 著作
- Die Pflanzenwelt Dalmatiens. W. Klinkhardt, Leipzig 1911 doi:10.5962/bhl.title.9966
- Građa za floru kraljevine Crne Gore (= Rad Jugoslavenska Akademija Nauke i Umetnosti. Band 195). Zagreb 1913.
- Führer durch die Natur der nördlichen Adria. Mit besonderer Berücksichtigung von Abbazia. Hartleben, Wien/ Leipzig 1915.
- Die Pflanzenwelt der Adrialänder. 1929.
- Italien. 1930.
- Die pflanzengeographische Stellung und Gliederung Italiens. 1933.